# Chas (Maceda)
Chas (llamada oficialmente San Xoán das Chás) es una parroquia del municipio español de Maceda, en la provincia de Orense, Galicia.

## Toponimia
La parroquia también es conocida por los nombres de San Juan de Chas y San Xoán de Chás.

## Organización territorial
La parroquia está formada por cinco entidades de población:

### Entidad de población
Entidad de población que forma parte de la parroquia:
- A Caseta
- Alto do Rodicio (O Alto do Rodicio)
- Bouzas
- O Rodicio

### Despoblado
Despoblado que forma parte de la parroquia:
- Barreiros

## Demografía
| Gráfica de evolución demográfica de Chas entre 2000 y 2022 |
|                                                            |
| Datos según el nomenclátor publicado por el INE.           |